# 顏鈞
顏鈞（1504年—1596年），字子和，號山農，因避萬曆帝朱翊鈞之名諱而改名為鐸，是一位出身江西永新的思想家。他的著作在他活著的時候，因相對缺乏流傳而不為人知。

## 生平
他的父親是顏應。顏應生有五個兒子，顏鈞排行第四。顏鈞和兄弟們自幼廣泛閱讀儒學經典等；但他表示自己天資不是很好，學習表現不理想。
十三歲至十七歲間，父親顏應於蘇州常熟縣擔任訓導職務，但後三年患嚴重疾病，最後死去。隔年，顏鈞與兄長顏欽、顏鑄帶著父親的遺體返回家鄉安葬。
此後，顏鈞之家境衰退，他的學習進程隨之荒廢。
二十四歲時，顏鈞閱讀二哥顏鑰抄寫於白鹿洞書院所載王陽明著作之文句「精神心思，凝聚融結，如貓捕鼠，如雞孵卵」等，獲「閉關靜坐」之體悟，並隨即閉關七日，達到「神智頓覺，中心孔昭，豁達洞開，天機先見，靈聰煥發」等境界。
在為母親守喪三年後，他在二十八歲時離家遠遊。
三十三歲時，他在北京遇到時任禮部侍郎之徐樾，拜徐樾為師，受教於徐樾三年。徐樾是泰州學派創始人王艮的門徒，顏鈞由此獲得機會成為王艮的學生。顏鈞自述王艮肯定他對心學的努力學習和體悟。王艮鼓勵顏鈞謹慎遵守孔子「從心所欲不逾矩」之宗旨，以〈大學〉、〈中庸〉之心學主要涵義為典範，應用《易經》「六龍時運」變化於生活和人際互動之中，進而體悟王艮所提出之「大成之學」思想。顏鈞後來「大成仁道」之思想，很可能源自王艮之「大成之學」思想。
嘉靖十九年（1540年）三十七歲時，顏鈞在當年秋闈後，寫成〈急救心火榜文〉，於豫章同仁祠首次公開以該篇文章講述個人思想，吸引許多知識份子前往聆聽；隨後成為他重要門生之羅汝芳正在其中。此後，他在中國各地公開講述個人思想，有北京、江西吉安府永新縣、泰州、揚州、金陵、南昌等地；他經常就地開始講述，人群聚集在周圍，人數自數十人至數千人。
嘉靖四十五年（1566年）六十三歲時，顏鈞正積極開展講學活動之際，突受太平府以南京督學耿定向之名義邀請他前往講學，但講學三日即被逮捕入獄。被逮捕後，雖查無罪證，他仍被有關當局判決「強誣盜賣淮安官船，坐贓三百五十兩，發邊充戍」；直至門徒羅汝芳等四處向親友等為他募得款項、繳清「贓款」金額後，他才出獄並隨後被發配充軍。王襞（王艮之次子）、焦竑等人都曾捐款資助他。
顏鈞被充軍至邵武七日後，被總兵俞大猷聘為軍師，而後建立戰功，再被釋放而返回家鄉。
返抵家鄉江西永新時，顏鈞已六十八歲。此後，他定居家鄉，全心致力於寫作。
八十五歲時，代表門徒之一羅汝芳逝世。
萬曆二十三年（1595年），顏鈞以九十三歲高齡病逝家中。 多年後，他的牌位被放入家鄉永新之鄉賢祠奉祀。